# 周良街道
周良街道，是中华人民共和国天津市宝坻区下辖的一个街道办事处。
2013年，天津市民政局批复同意撤销周良庄镇，设立周良街道办事处。
2019年3月，根据《天津市民政局关于同意宝坻区调整部分街镇设置及行政区划的批复》（津民函〔2018〕79号），原周良街道辖16个村、户籍人口6648人，2个社区(社区人口3548人)，辖区面积53.47平方公里。将京津新城建管委管辖区域及大白街道所辖南杨码头、北杨码头、朱家窝、范家庄、田家桥、大杨庄、甜水井、靳家庄等8个村划归周良街道管辖。调整后，周良街道辖24个村、户籍人口11543人，3个社区（社区人口10190人），辖区面积为78.87平方公里，街道办事处驻地不变。

## 行政区划
周良街道下辖以下地区：
周良庄村、樊庄子村、大庄子村、陈庄子村、辛庄子村、孝庄子村、何家铺村、李贤庄村、王良庄村、张唐庄村、田邢庄村、聂庄子村、王草庄村、穆家铺村、张岗铺村、尹家铺村、小庄子村、马营庄村、五里台村、西四里港村、赵聪庄村、李山庄村、刘庄子村、柴家铺村、蔡家铺村和张旭庄村。